# Хімотрипсиноген B2
CTRB2 (англ. Chymotrypsinogen B2) – білок, який кодується однойменним геном, розташованим у людей на 16-й хромосомі. Довжина поліпептидного ланцюга білка становить 263 амінокислот, а молекулярна маса — 27 923.
| 10         |  | 20         |  | 30         |  | 40         |  | 50         |
| ---------- |  | ---------- |  | ---------- |  | ---------- |  | ---------- |
| MAFLWLLSCW |  | ALLGTTFGCG |  | VPAIHPVLSG |  | LSRIVNGEDA |  | VPGSWPWQVS |
| LQDKTGFHFC |  | GGSLISEDWV |  | VTAAHCGVRT |  | SDVVVAGEFD |  | QGSDEENIQV |
| LKIAKVFKNP |  | KFSILTVNND |  | ITLLKLATPA |  | RFSQTVSAVC |  | LPSADDDFPA |
| GTLCATTGWG |  | KTKYNANKTP |  | DKLQQAALPL |  | LSNAECKKSW |  | GRRITDVMIC |
| AGASGVSSCM |  | GDSGGPLVCQ |  | KDGAWTLVGI |  | VSWGSRTCST |  | TTPAVYARVA |
| KLIPWVQKIL |  | AAN        |  |            |  |            |  |            |

A: Аланін

C: Цистеїн

D: Аспарагінова кислота

E: Глутамінова кислота

F: Фенілаланін

G: Гліцин

H: Гістидин

I: Ізолейцин

K: Лізин

L: Лейцин

M: Метіонін

N: Аспарагін

P: Пролін

Q: Глутамін

R: Аргінін

S: Серин

T: Треонін

V: Валін

W: Триптофан

Кодований геном білок за функціями належить до гідролаз, протеаз, серинових протеаз. 
Секретований назовні.